# Protaxis fulvescens
Protaxis fulvescens là một loài bọ cánh cứng trong họ Cerambycidae.